# Panoz Esperante GT-LM

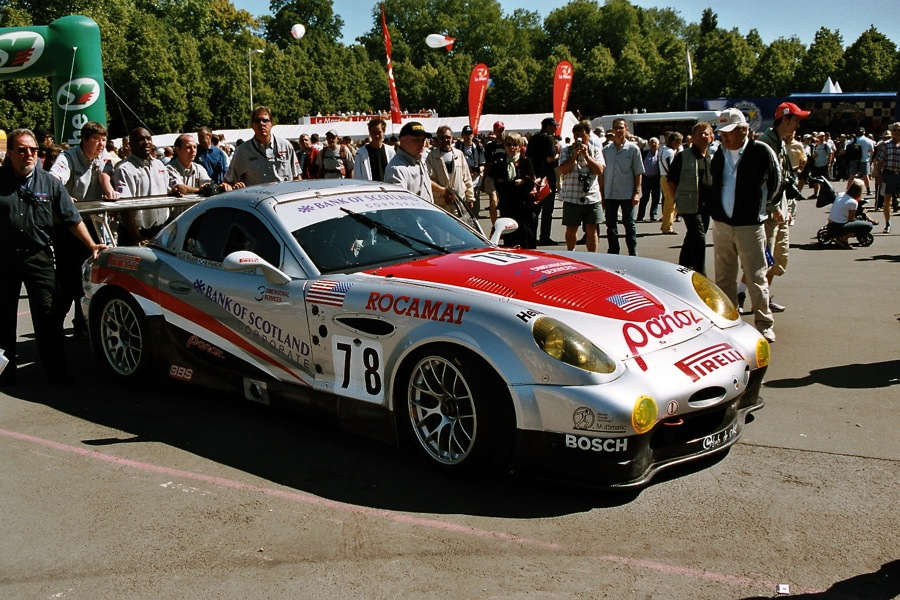
Panoz Esperante GT-LM podczas startu

Panoz Esperante GT-LM – samochód wyścigowy skonstruowany przez markę Panoz. Prędkością maksymalną dorównuje swojemu drogowemu odpowiednikowi, czyli Panozowi Esperante GTLM. Następcą został wyścigowa wersja Panoza Abruzzi. Do napędu użyto jednostki V8, generującą moc maksymalną 500 KM. Prędkość maksymalna wynosi 293 km/h.

## Dane techniczne

### Silnik
- V8 90° 5,0 l, DOHC, Ford
- Moc maksymalna: 500 KM

### Osiągi
- Prędkość maksymalna: 293 km/h
- Przyspieszenie: b/d